# Фёдоров, Алексей Эмирович
Алексей Эмирович Фёдоров (род. 29 января 1966, Москва) — советский и российский кинооператор, оператор-постановщик. Номинант Премии Европейской киноакадемии (1999) за операторскую работу в фильме «Молох».

## Биография
Родился 29 января 1966 года в Москве.
Окончил операторский факультет ВГИКа (мастерская А. В. Гальперина). Работал оператором программ хроники на телевидении.
В 1995 году началось сотрудничество с режиссёром Александром Сокуровым, были сняты несколько документальных фильмов. В 1997 году был снят художественный фильм «Мать и сын», за который оператор был отмечен несколькими профессиональными призами. В 1999 году последовал фильм «Молох» (совместно с Анатолием Родионовым), номинированный на Премию Европейской киноакадемии лучшему оператору.
Работал с режиссёром Андреем Малюковым на сериалах «Побег», «Мосгаз», «Куприн», «Григорий Р.».

## Фильмография
- 1995 год в кино — Духовные голоса (документальный, к/м)
- 1996 год в кино — Роберт. Счастливая жизнь (документальный, к/м)
- 1996 год в кино — Восточная элегия (документальный, к/м)
- 1997 год в кино — Мать и сын
- 1997 год в кино — Петербургский дневник. Открытие памятника Достоевскому (документальный)
- 1998 год в кино — Узел. Беседы с Солженицыным (документальный)
- 1999 год в кино — Молох
- 2000 год в кино — Горе от ума
- 2002 год в кино — Олигарх
- 2002 год в кино — Гололёд
- 2004 год в кино — Зима. Весна (к/м)
- 2004 год в кино — Неотложка (телесериал)
- 2005 год в кино — Казус Кукоцкого (телесериал)
- 2005 год в кино — Небесная жизнь (телесериал)
- 2006 год в кино — Просто повезло
- 2007 год в кино — Трое и Снежинка
- 2007 год в кино — Лузер
- 2008 год в кино — Золушка 4×4. Всё начинается с желаний
- 2009 год в кино — Непрощённые
- 2010 год в кино — Взрослая дочь, или Тест на…
- 2010 год в кино — Побег (телесериал)
- 2010 год в кино — Каденции
- 2012 год в кино — Люди жили
- 2012 год в кино — Служу Советскому Союзу!
- 2012 год в кино — Мосгаз (телесериал)
- 2013 год в кино — Куприн
- 2014 год в кино — Дед 005
- 2014 год в кино — Григорий Р. (телесериал)
- 2015 год в кино — И был день
- 2015 год в кино — Курортный роман (телесериал)
- 2017 год в кино — Кровавая барыня (телесериал)
- 2022 год в кино — Один настоящий день
- 2021 год в кино — Небесная команда
- 2022 год в кино — Доктор
- 2023 год в кино — Друг, эпизод 7 (к/м)
- 2023 год в кино — Операция «Неман»
- 2024 год в кино — Адмирал Кузнецов (телесериал)

## Награды
- 1997 год в кино — ХХ Московский международный кинофестиваль  — приз компании «Кодак» за лучший дебют (фильм «Мать и сын»)
- 1997 год в кино — приз киностудии «Ленфильм» «Медный всадник» за лучшую работу оператора (фильм «Мать и сын»)
- 1997 год в кино — V Санкт-Петербургский международный кинофестиваль «Фестиваль фестивалей» — приз творческой поддержки им. Н. Овсянникова (фильм «Мать и сын»)
- 1998 год в кино — номинация на премию «Ника» за лучшую операторскую работу (фильм «Мать и сын»)
- 1999 год в кино — номинация на премию Европейской киноакадемии лучшему оператору (фильм «Молох»).
- 1999 год в кино — премия кинокритики «Золотой овен» — «За лучшую операторскую работу» (фильм «Молох»)
- 2010 год в кино — кинофестиваль «Дух огня» (Ханты-Мансийск) — приз за лучшую операторскую работу (фильм «Каденции»)